# 1275 هـ
1275 هـ هي سنة في التقويم الهجري امتدت مقابلةً في التقويم الميلادي بين سنتي 1858 و1859.

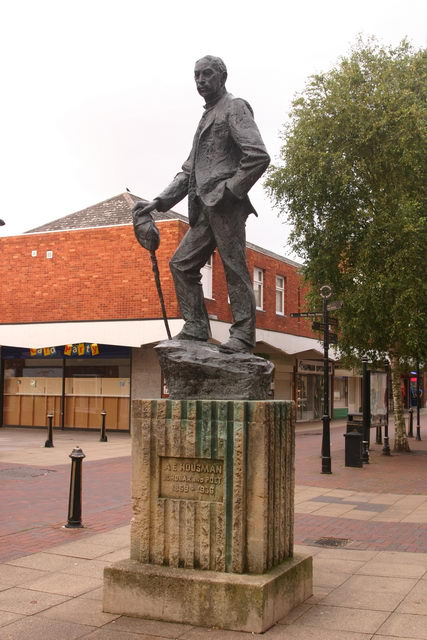
آلفرد إدوارد هاوسمان

## أحداث
- الإمام فيصل بن تركي يقوم بتوسعة مدينة الرس التي كانت صغيرة.
- الإمام فيصل بن تركي يعطي عمل شآن الحرس الملكي لأبنه عبد الله بن فيصل.
- الإمام فيصل بن تركي يمرض ويعطي الشؤون الملكية لأبنه.
- الإمام فيصل بن تركي يزور مسقط ويستقبل حاكمها.
- الإمام فيصل بن تركي يضرب ابنه سعود بسببه تسبب بمرض ابنه الأكبر عبد الله
- الإمام فيصل بن تركي يعود لعمل شآن الحرس الملكي بعد ما شفا.

## مواليد
- محمد إبراهيم الكتبي
- محمد بن زارع العمري
- ولد مهر على شاه في 1 من رمضان الكريم 1275هـ
- آغا الموسوي الجندقي
- آلفرد إدوارد هاوسمان
- أحمد الطهطاوي
- أنتوني آشلي بيفان
- حشمت باشا
- رودلف برونو
- سيبولد
- شبلي النعماني
- عزيز الرحمن الديوبندي
- كرل بتسولد
- لويس شيخو
- متري قندلفت

## وفيات
- دي لاغرانج
- عارف حكمت
- أمير بريدة عبد الله بن عبد العزيز بن عدوان البوعليان على يد أبناء عمه من العرفج والمحمد والحماضي والسلامة والغانم والمذهان.